# Il mondo di Patty - Il musical più bello
Il mondo di Patty - Il musical più bello è il quinto album de Il mondo di Patty nel quale vi sono le interpretazioni degli attori che hanno partecipato all'edizione italiana del musical italiano.

## Il musical
L'album raccoglie le canzoni del musical ispirato alla telenovela argentina Il mondo di Patty (Patito Feo). La prima rappresentazione, andata in scena il 15 dicembre 2009, fu uno spettacolo di beneficenza per l'Africa, grazie all'associazione WAO. Il musical "ufficiale" è iniziato il 16 dicembre 2009 a Milano ed è finito il 6 febbraio 2010, con la tappa di Trieste.. Il musical invernale ha raggiunto 160.000 spettatori. Oltre all'edizione invernale è stata prodotta anche un'edizione estiva, che ha debuttato il 19 luglio 2010 a Verona e si è chiusa il 4 agosto 2010 a Cagliari, con alcune tappe spagnole.
Il musical è ambientato nella Pretty Land School of Arts, in cui i due gruppi Divine e Popolare si preparano per la gara di fine anno: il vincitore rappresenterà la scuola al Concorso di Musical Interscolastico.
Oltre alle canzoni della serie originale, sono state aggiunte altre tre canzoni: Un semplice sorriso, Sola Mai e Forte e Fragile.

## Tracce
1. Brenda Asnicar-Ser una estrella
2. Laura Esquivel - Cantemos más fuerte
3. Beatrice Baldaccini - Forte e Fragile
4. Beatrice Baldaccini - Tango Lloron
5. Flavio Gismondi, Giacomo Angelini, Paky Vicenti, Gioacchino Inzirillo & Piero Campanale - Un poco Más
6. Flavio Gismondi - Nadie Más
7. Laura Esquivel & Flavio Gismondi - Y Ahora Qué
8. Ambra Lo Faro - Sola Mai
9. Denise Faro- Un Semplice sorriso
10. Laura Esquivel & Marco Di Folco - Algo tuyo en mi
11. Laura Esquivel - Fiesta
12. Beatrice Baldaccini - Las Divinas
13. Laura Esquivel, Beatrice Baldaccini, Ambra Lo Faro & Flavio Gismondi -Un angolo del cuore